# Wyższa Szkoła Dziennikarska im. Melchiora Wańkowicza w Warszawie
Wyższa Szkoła Dziennikarska im. Melchiora Wańkowicza w Warszawie – uczelnia niepubliczna z siedzibą w Warszawie, prowadząca działalność w latach 1995–2013.
Szkoła posiadała Wydziały Zamiejscowe w Lublinie, Radomiu i Kielcach (do 2007).

## Historia
Rozpoczęła działalność w 1995. Zarejestrowana w MEN pod numerem 71. Posiadała uprawnienia do nadawania tytułu licencjata.
Uczelnia powstała z inicjatywy Stowarzyszenia Dziennikarzy Polskich. Jej założycielem była Fundacja Centrum Prasowe dla Krajów Europy Środkowo-Wschodniej, kierowana przez honorowego prezesa SDP, red. Stefana Bratkowskiego. Patronem szkoły był pisarz i dziennikarz Melchior Wańkowicz. Jedynym wydziałem Wyższej Szkoły Dziennikarskiej był Wydział Dziennikarstwa i Komunikacji Społecznej.